# Brestnița, Dobrici
Brestnița (în bulgară Брестница, în română Caraciu Mare) este un sat în comuna Tervel, regiunea Dobrici, Dobrogea de Sud, Bulgaria. 
Între anii 1913-1940 a făcut parte din plasa Curtbunar a județului Durostor, România.

## Demografie
Componența etnică a satului Brestnița
     Nicio identificare (100%)
     Altele (0%)
La recensământul din 2011, populația satului Brestnița era de 1 locuitori. . Pentru 100,0% din locuitori nu este cunoscută apartenența etnică.